# Alexandra Badea
Pour les articles homonymes, voir Badea.
Alexandra Badea (née en 1980) est une écrivaine et metteuse en scène d'origine roumaine et de langues française et roumaine. En 2023, elle a reçu le Prix du théâtre de l'Académie Française pour l'ensemble de son œuvre. 

## Biographie
Alexandra Badea vit depuis 2003 à Paris. Elle écrit dans un français très maîtrisé. Elle a suivi une formation de metteur en scène à Bucarest à l'université nationale d'art théâtral et cinématographique Ion Luca Caragiale. Ses premières pièces ont paru ensemble en 2008 : Contrôle d'identité, Burnout et Mode d'emploi, primée aux journées de Lyon des auteurs de théâtre de Lyon en 2008. En parallèle, elle poursuit une carrière de metteur en scène, aussi bien en France qu'en Roumanie, montant par exemple en 2010 au théâtre Foarte Mic de Bucarest la pièce Google, țara mea [Google, mon pays]. Elle a obtenu en 2013 le Grand Prix de littérature dramatique du Centre national du théâtre pour Pulvérisés, pièce créée au Théâtre national de Strasbourg.
En 2018, sa pièce À la trace est mise en scène par Anne Théron à Paris au théâtre national de la Colline, avec les comédiennes Liza Blanchard, Judith Henry, Maryvonne Schiltz et Nathalie Richard dans les rôles principaux. Le texte, publié la même année chez L'Arche Éditeur, explore les relations filiales entre mères et filles et la restauration de la mémoire d'une histoire féminine perdue.
En 2018, Alexandra Badea publie aux éditions de l'Arche le premier volet d'une trilogie, intitulé : Points de non-retour [Thiaroye]. Le texte, qui raconte le massacre de soldats originaires des colonies et d’Afrique du Nord par l’armée française le 1er décembre 1944, fait l'objet d'une mise en scène, en septembre de la même année, au théâtre national de la Colline. L'auteure dit vouloir « se demander ensemble quelles sont les parties de notre histoire qu’on ne connaît pas, qu’on ne comprend pas, qu’on n’a pas le courage de nommer ». Dans sa note d’intention, citée par Pierre Monastier, elle explicite ces points de non-retour : « qui on était (pendant l’enfance, l’adolescence), qu’est-ce qu’on a fait de nous (par l’éducation, les traumatismes familiaux, de l’école, de la société, de l’Histoire) et qu’est-ce qu’on peut faire à partir de ce qu’on a fait de nous. Nous interroger sur la manière dont les blessures des autres peuvent apaiser nos blessures et inversement, trouver nos blessures communes, les endroits de trahison, de mensonge, de désillusion. [...] Y a-t-il des générations sacrifiées par l’Histoire ? Vient-on au monde avec les blessures de nos aïeux ? Comment les soigne-t-on, comment les transmet-on ? À quels endroits le politique détruit l’intime et comment peut-on reconstruire ce qui a été détruit ? »

## Liste des œuvres

### Théâtre
- 2008 : Contrôle d'identité : Mode d'emploi : Burnout, L'Arche éditeur
- 2012 : Pulvérisés, L'Arche éditeur
- 2015 : Je te regarde ; Europe connexion ; Extrêmophile, L'Arche éditeur
- 2018 : À la trace ; Celle qui regarde le monde, L'Arche éditeur
- 2018 : Points de non-retour [Thiaroye], L'Arche éditeur
- 2019 : Points de non-retour [Quais de Seine], L'Arche éditeur
- 2021 : Points de non-retour [Diagonale du vide], L'Arche éditeur

### Roman
- 2014 : Zone d'amour prioritaire, L'Arche éditeur
- 2021 : Tu marches au bord du monde, Editions des Équateurs

## Filmographie
- Le Monde qui nous perd, court-métrage, 2015